# Dasylophia punctata
Dasylophia punctata är en fjärilsart som beskrevs av Walker 1865. Dasylophia punctata ingår i släktet Dasylophia och familjen tandspinnare. Inga underarter finns listade i Catalogue of Life.